# Lacajunte
Lacajunte – miejscowość i gmina we Francji, w regionie Nowa Akwitania, w departamencie Landy.
Według danych na rok 1990 gminę zamieszkiwało 160 osób, a gęstość zaludnienia wynosiła 28 osób/km² (wśród 2290 gmin Akwitanii Lacajunte plasuje się na 1016. miejscu pod względem liczby ludności, natomiast pod względem powierzchni na miejscu 1381.).